# Рослин, Александр
Александр Рослин, Росле́н (швед. Alexander Roslin, 15 июля 1718, Мальмё — 5 июля 1793, Париж) — шведский живописец, один из крупнейших портретистов стиля рококо, работавший, в частности, в Стокгольме, Париже, Варшаве и Санкт-Петербурге. Один из наиболее известных художников Швеции.

## Биография
Александр Рослин родился 15 июля 1718 года в шведском городе Мальмё, в семье военного врача Ханса Рослина. С самых ранних лет Александр проявлял необычайный талант к изобразительному искусству. Первое художественное образование он получил в Карлскруне у адмиралтейского капитана Ларса Эренбилле, в качестве досуга занимавшегося живописью. Рослин очень быстро научился рисовать марины и разного рода миниатюры. Делая большие успехи, юный художник вскоре отправился в столицу Шведского королевства, её культурный и политический центр — Стокгольм. Там в возрасте шестнадцати лет он стал учеником придворного живописца Георга Энгельхарда Шредера — немца по происхождению. Именно во время обучения у Шредера Рослин начал рисовать большие портреты маслом, которые впоследствии прославили его на всю Европу. В 1741 году Юный портретист поселился в Гётеборге, а в следующем году переехал в Сконе, где оставался до 1745 года, преимущественно работая портретистом, а также создавая картины на христианские сюжеты для различных приходов.
В 1745 году Рослин надолго покинул Швецию, уже будучи довольно известным портретистом. Сперва он отправился в Байройт, куда его пригласил на работу маркграф Фридрих III Бранденбург-Байрейтский. В Байройте Александр Рослин пробыл два года, успешно портретируя маркграфа и его семейство. В 1747 году Рослин переехал в Италию, дабы углубить своё образование изучением работ великих итальянских мастеров. Выучив ещё до посещения Байройта французский — главный международный язык XVIII—XIX веков, молодой художник поддерживал своё благосостояние тем, что в большом количестве писал портреты итальянской знати. Вскоре о нём уже заговорили в великосветских кругах, как о талантливом и обходительном молодом человеке.
Распрощавшись с понравившейся не ему одному  Италией в 1752 году, Рослин в возрасте 34-х лет переехал в культурную столицу Европы того времени — Париж, где и поселился на всю  жизнь. В Великом городе Рослин стал обучаться у знаменитого Франсуа Буше — ведущего представителя эпохи рококо. Таким образом Александр Рослин завершил своё долгое и усердное образование. Уже имеющий большой опыт молодой швед быстро взошёл на вершину портретного Олимпа. Популярность его росла не по дням, а по часам. 
Известно гениальное умение Рослина отображать внутренний образ  портретируемого, затмевающего великолепные наряды,  и заказы посыпались градом.  Вскоре практически всё парижское общество возжелало портретироваться у Александра Рослина.
В 1759 году, он женился на пастельной художнице Марии-Сюзанне Жиру (1734—1772). Брак был очень счастливым. У пары родилось три сына и три дочери. В 1765 году Рослин победил на конкурсе портретистов, написав портрет герцога де Ла Рошфуко, несмотря на то, что главным соперником верноподданного шведского королевства был знаменитый Жан-Батист Грёз.
В качестве члена Академии скульптуры и живописи Александр Рослин выставлял свои картины в знаменитом Парижском салоне, официальной выставке работ членов Академии. Всего Великий швед выставлялся в Салоне целых 18 раз, получая многочисленные награды и премии. Александр Рослин перерисовал огромное количество французской и иностранной знати своего времени, (Рослин часто выезжал за границу), включая королевскую семью, поэтому в 1771 году ему была пожалована большая пенсия и роскошные, бесплатные апартаменты в самом центре Парижа, несмотря на иностранное происхождение.
В следующем году королевство Швеция пожаловало своему сыну Орден Вазы, после чего его стали именовать «Roslyn le chevalier» — «рыцарь Рослин».  Рослину одним из первых было даровано членство в этом ордене. Но художник не стал почивать на лаврах и продолжал писать портреты, хотя мог бы уже не работать до конца жизни.  
После смерти в 1774—1775 годах горячо любимой им жены, Александр Рослин, дабы заполнить душевную пустоту посетил родную Швецию, где написал свой знаменитый автопортрет, а также короля Густава III, его братьев, большое количество дворян и великого натуралиста Карла фон Линнея. На обратном пути в Париж, Рослин почтил своим визитом двор Екатерины Великой в Санкт-Петербурге, написав несколько портретов императрицы и её окружения. Екатерине очень понравились работы Рослина, поэтому она попросила его остаться,  посулив  большое жалование. 
Но пожилой швед учтиво отказался.
К концу жизни Рослин был самым богатым, уважаемым и известным художником Парижа. Александр Рослин скончался 5 июля 1793 года в Париже в возрасте 74-х лет, не дожив десяти дней до своего 75-го дня рождения, в разгар потрясений от событий Великой французской революции со всеми её ужасами, особенно для человека, близкого к аристократии. 

Портрет Зои Гики, молдавской принцессы.

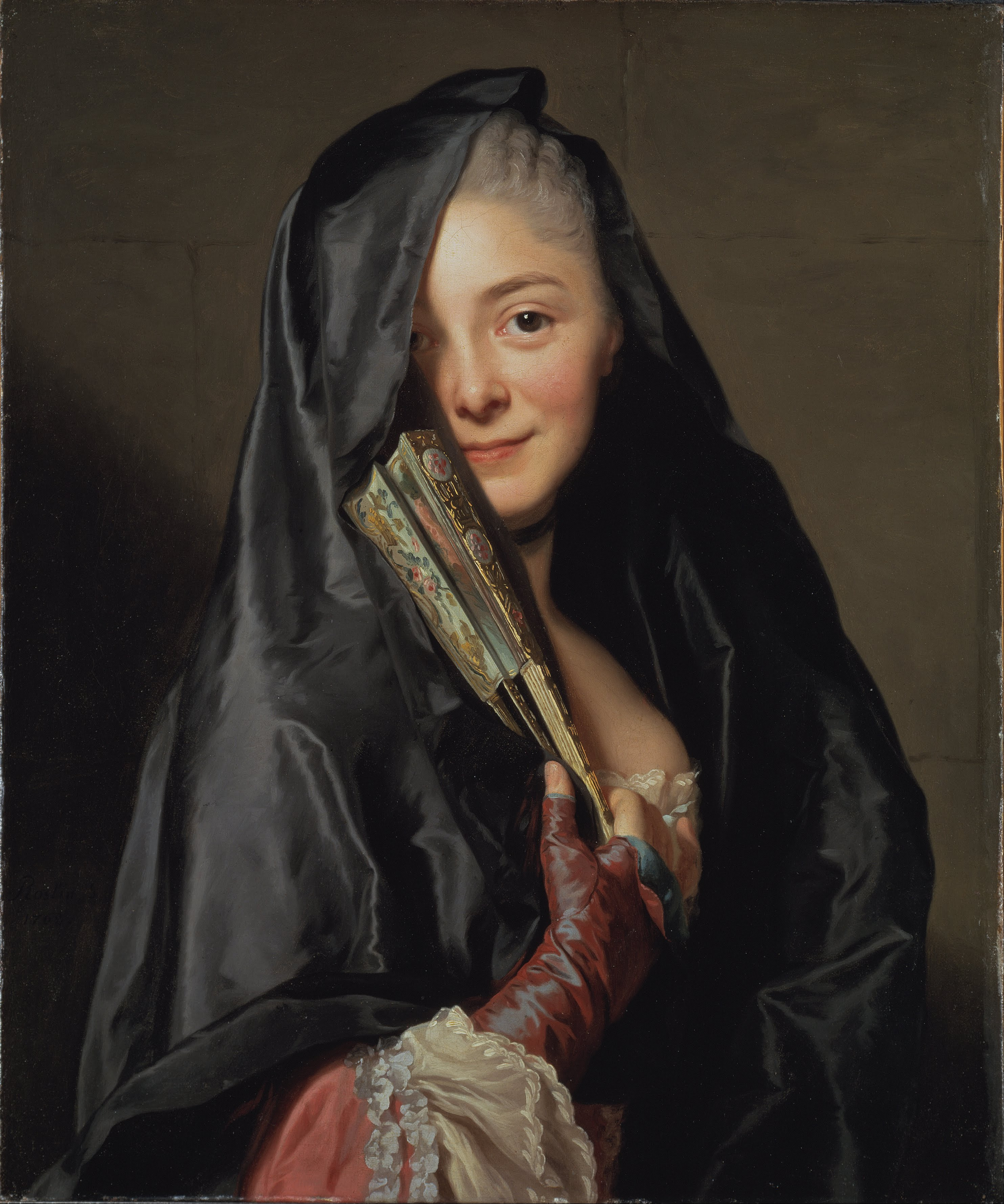
Дама под вуалью (портрет жены).

## Известные работы
- Дама под вуалью (Damen med slöjan, 1768)
- Портрет семьи Йеннингс (Familjen Jennings, 1769) — на групповом портрете изображён Джон Дженнингс (шведск.), сын англо-ирландского купца, разбогатевшего на торговле со Швецией, и получившего от шведского короля дворянский титул, и члены его семьи.
- Портрет Зои Гики, молдавской принцессы (Zoie Ghika, moldavisk prinsessa, 1777)

Из произведений Рослина, находившихся в дореволюционной России, известны, в частности, следующие портреты:
- императрицы Екатерины II во весь рост (в Английском дворце, в Петергофе),
- великой княгини Наталии Алексеевны (два экземпляра, в Гатчинском дворце),
- цесаревича Павла Петровича (в рост, в галерее дома Романовых, в Зимнем дворце),
- великой княгини Марии Федоровны (в рост, там же),
- И. И. Бецкого (в Императорской академии художеств; гравер H. Дюпюи),
- принцессы Анастасии Гессен-Гомбургской, урождённой княгини Трубецкой (там же, гравер Ж. Долле),
- П. Г. Чернышева (в семействе гг. Чертковых, в Москве; гравёр H. Дюпюи).

## Галерея

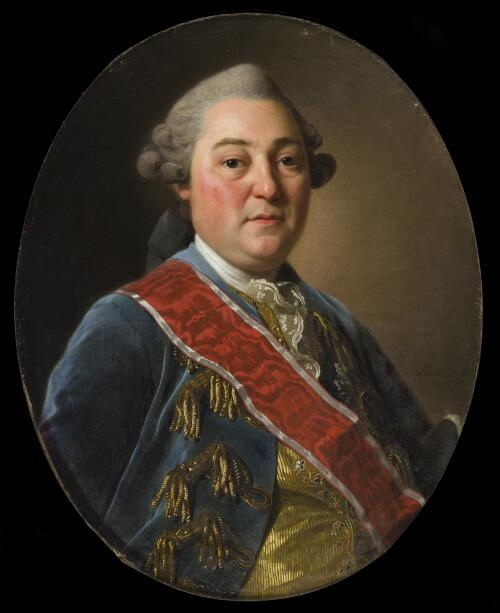
Портрет Никиты Акинфиевича Демидова, 1772, Художественный фонд Нортона Саймона, США.
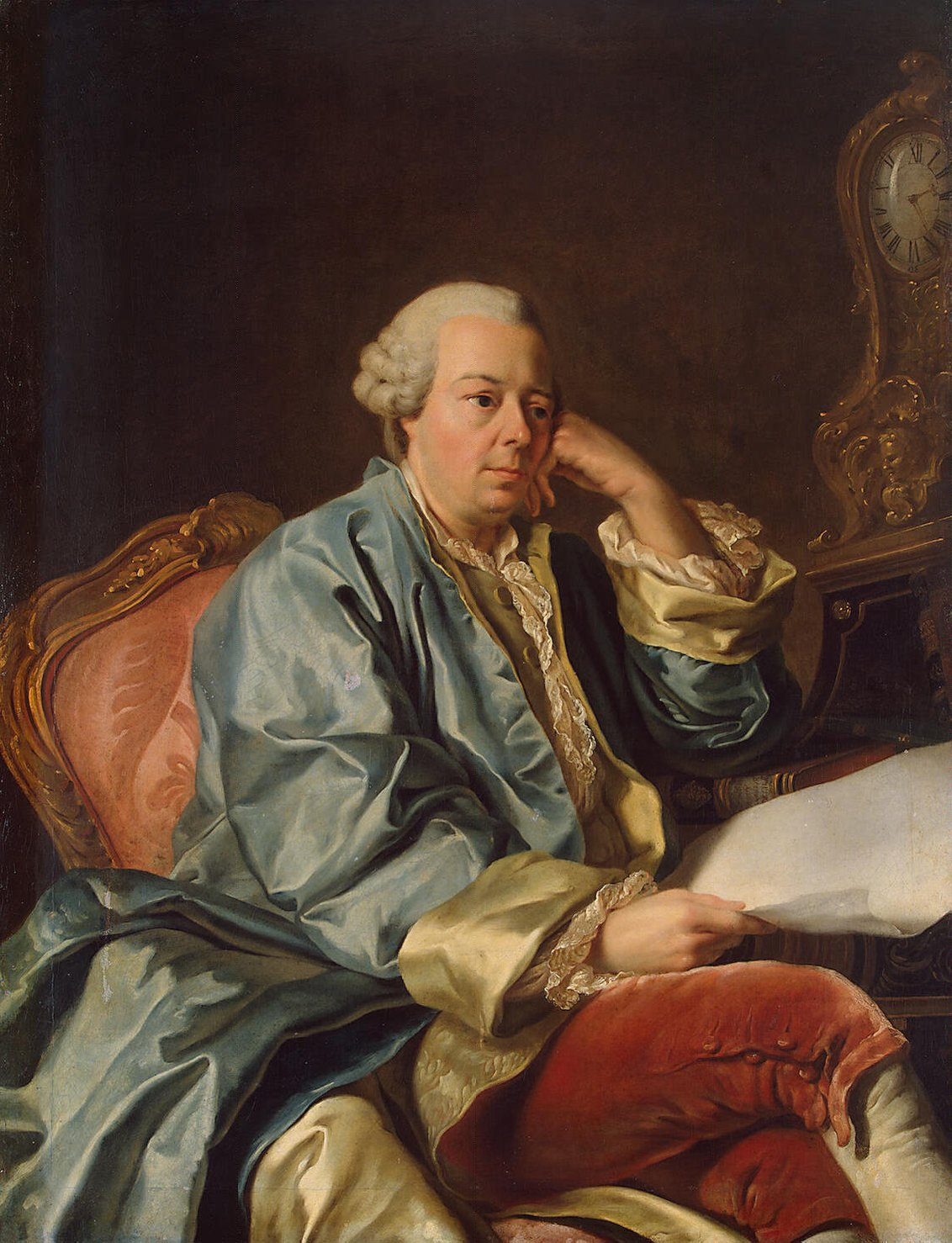
Портрет Ивана Ивановича Бецкого. Государственный Эрмитаж.
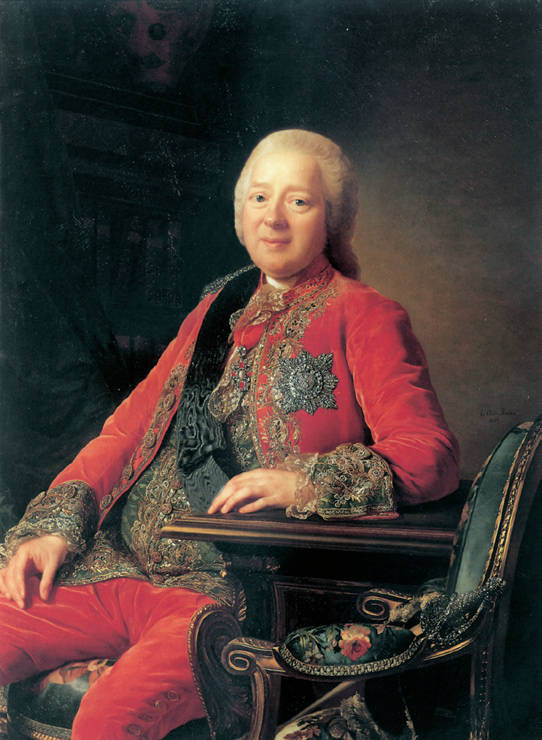
Портрет графа Никиты Ивановича Панина.
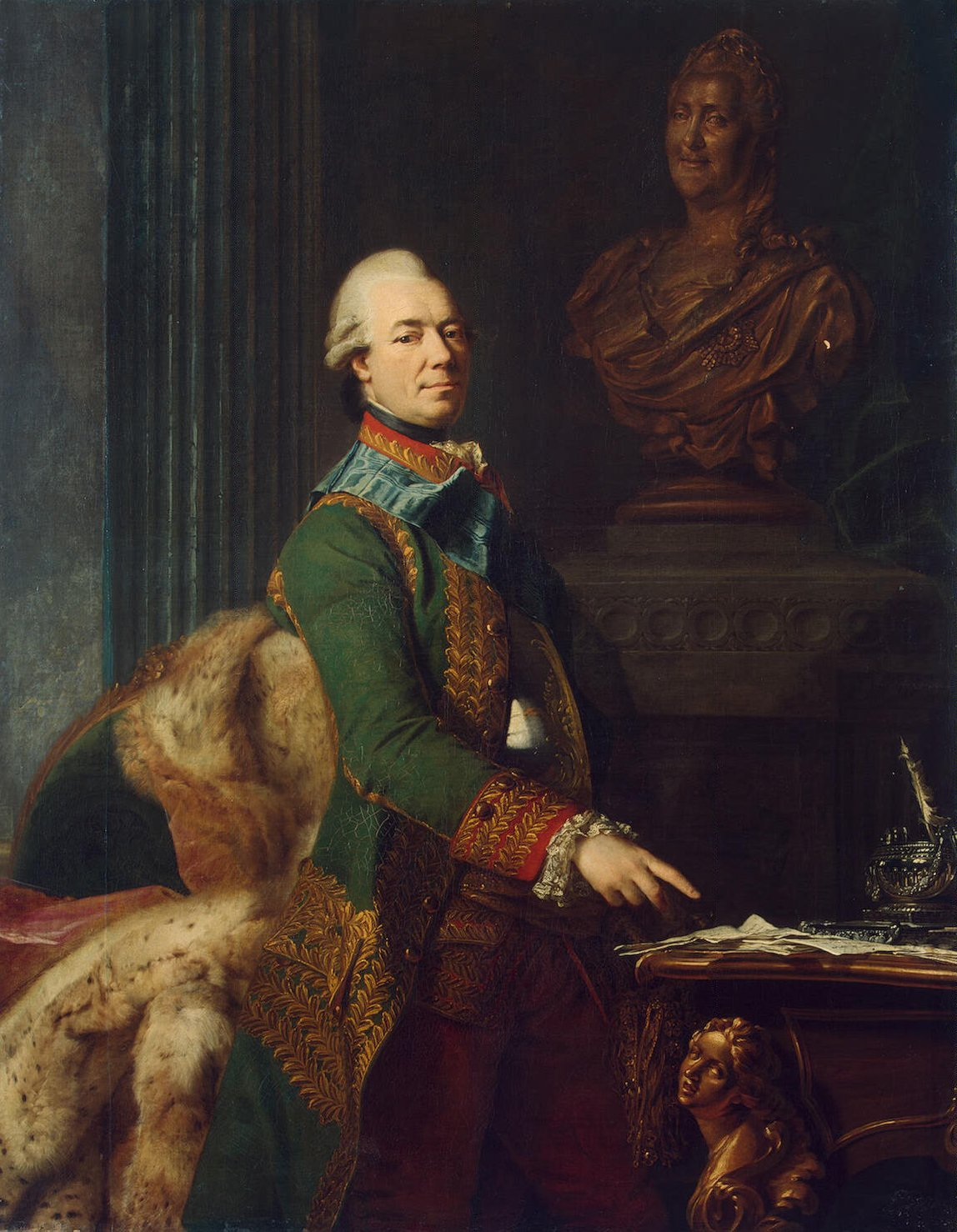
Портрет графа Захара Григорьевича Чернышёва.
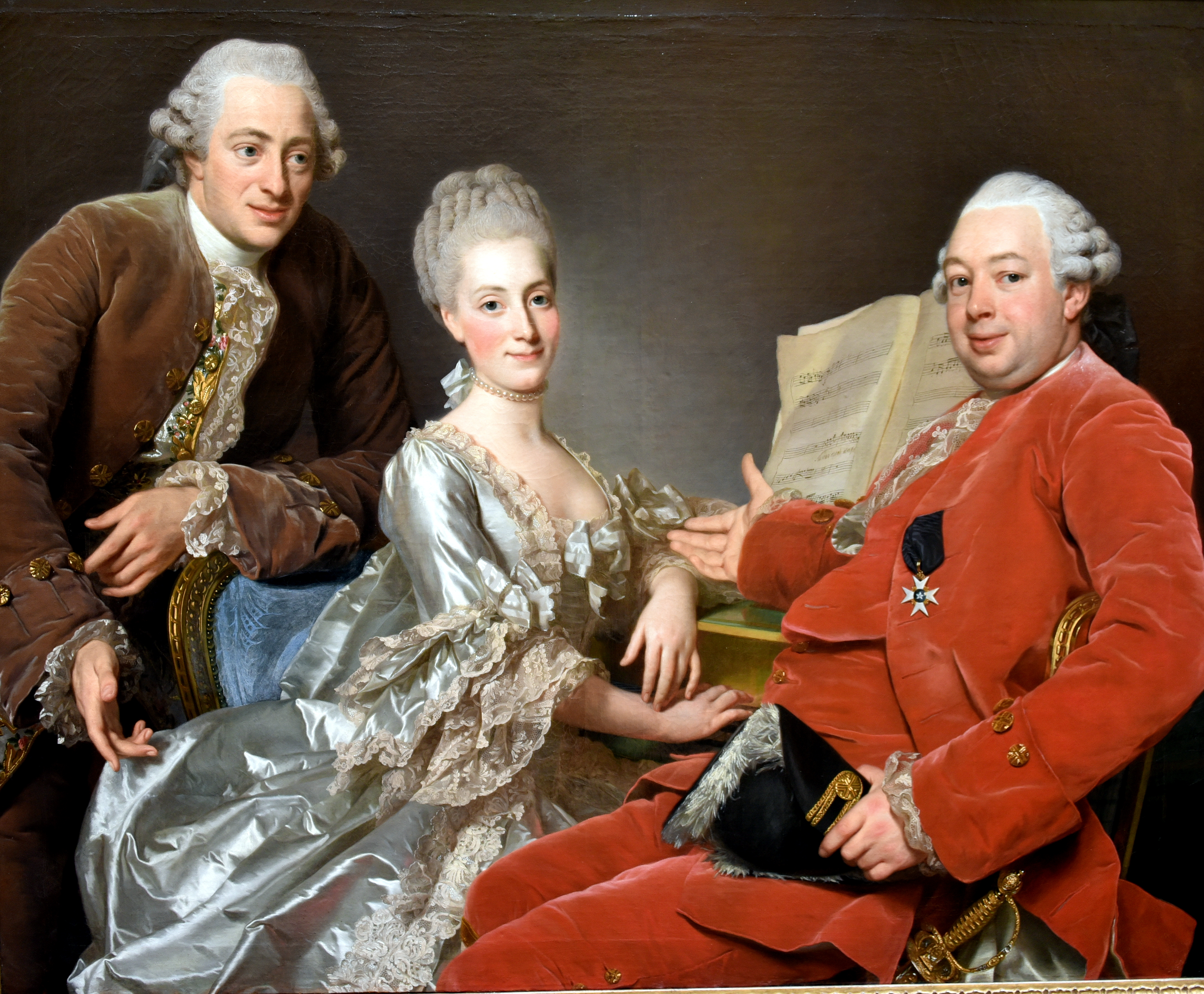
Джон Дженнингс со своими родственниками. Национальный музей Швеции, Стокгольм.
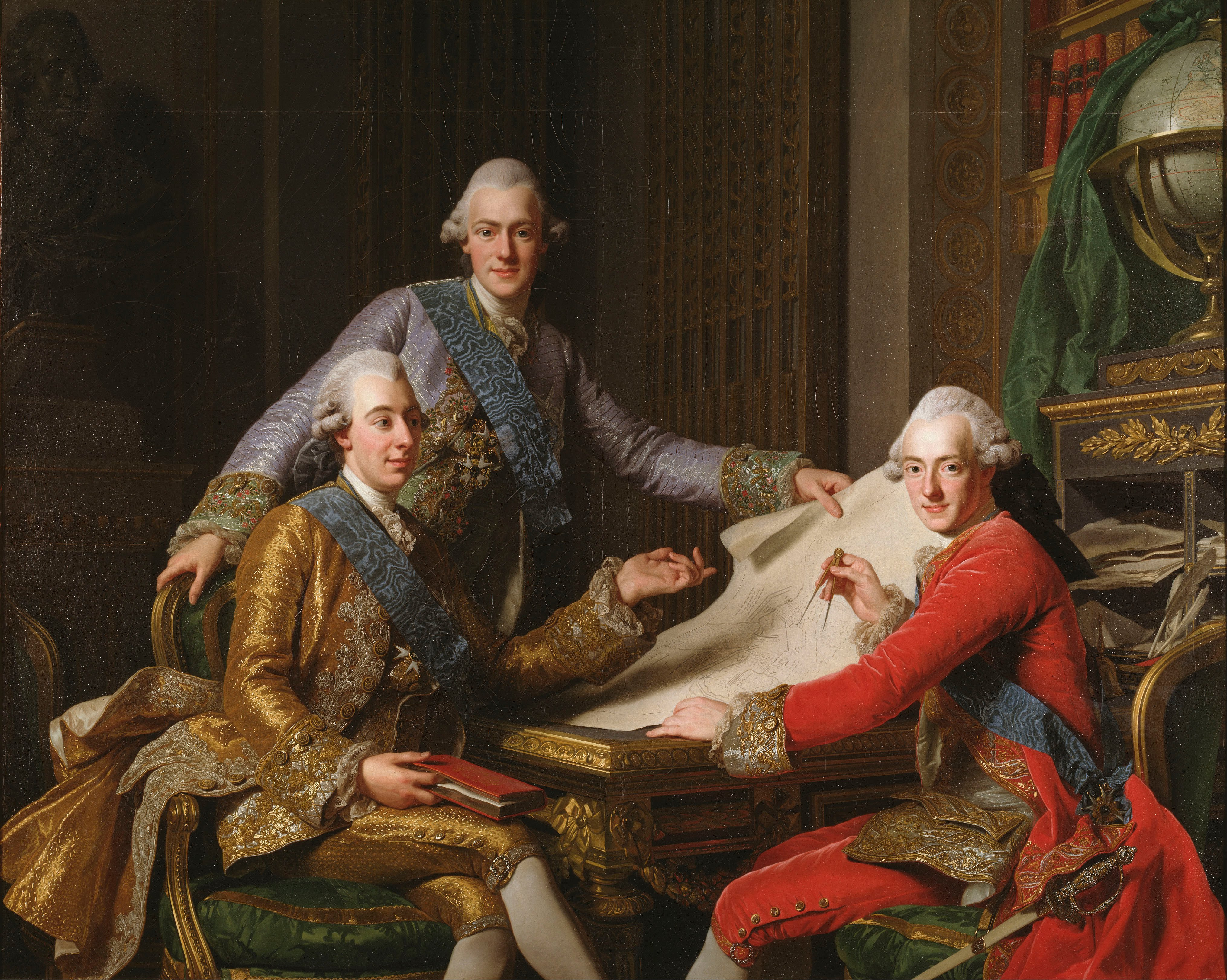
Король Швеции Густав III и его братья.
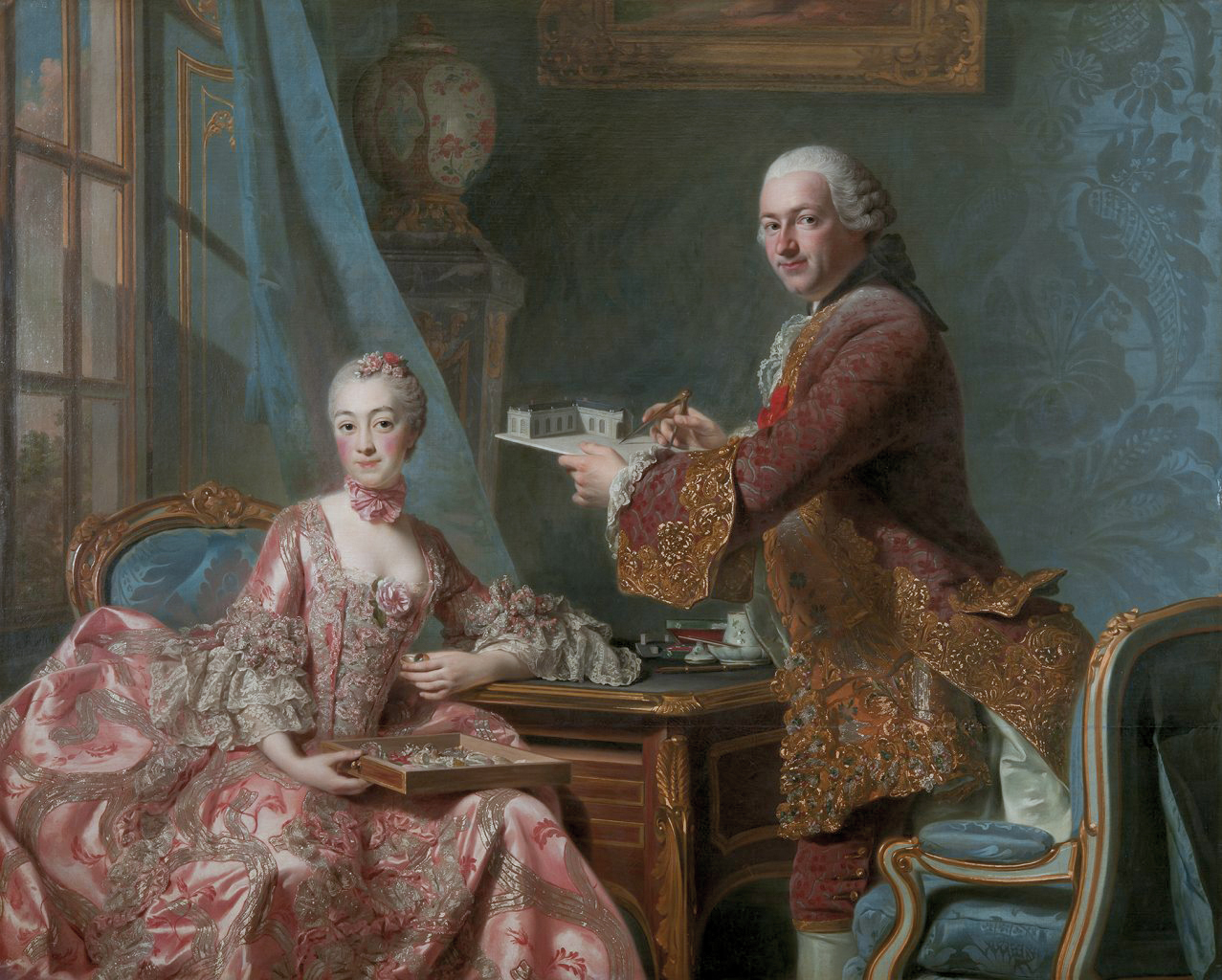
Двойной портрет. Гётеборгский художественный музей, Гётеборг, Швеция.
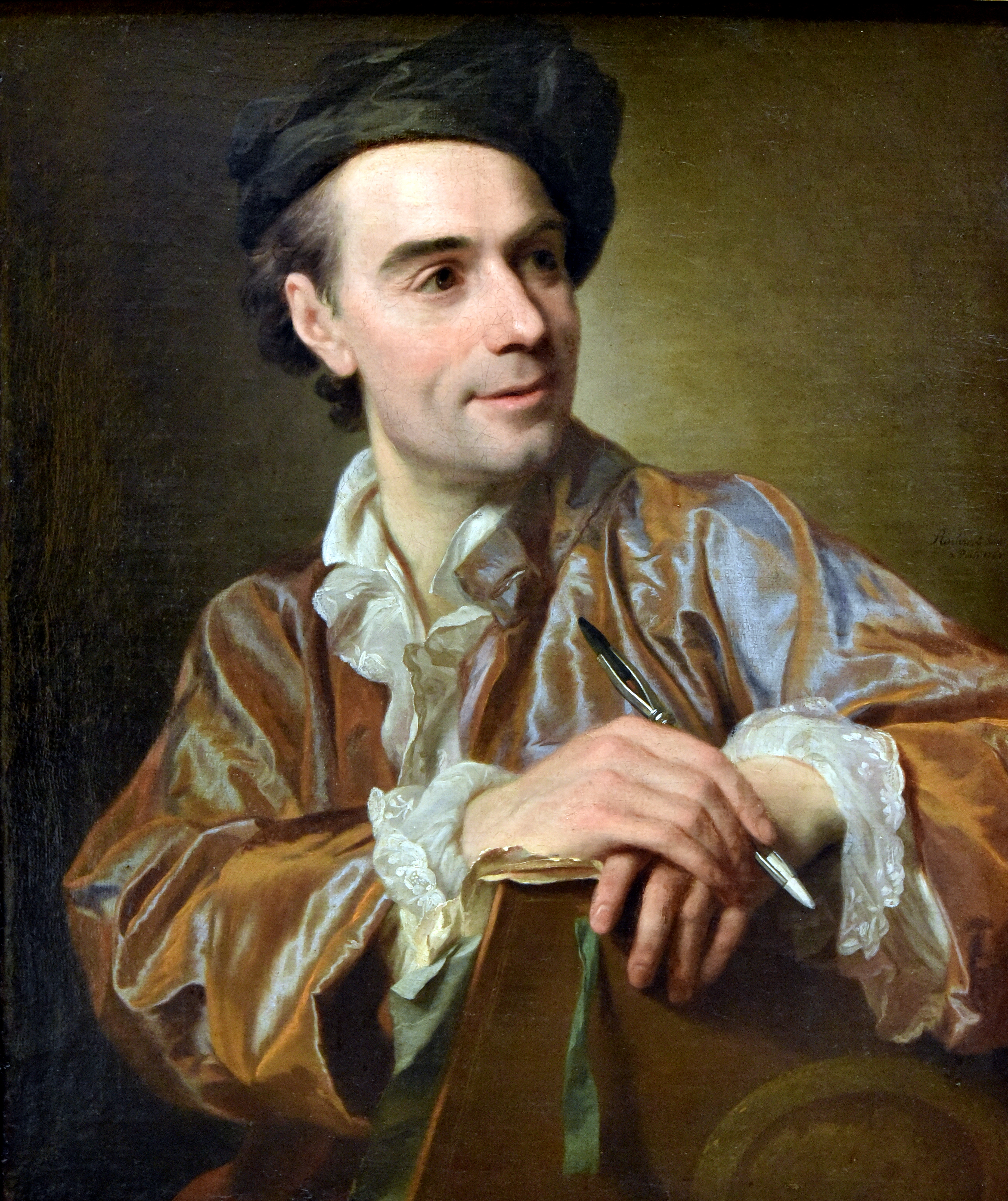
Портрет художника Клода Жозефа Верне. Национальный музей Швеции, Стокгольм.
Девушка, украшающая статую Амура гирляндами цветов. Лувр.
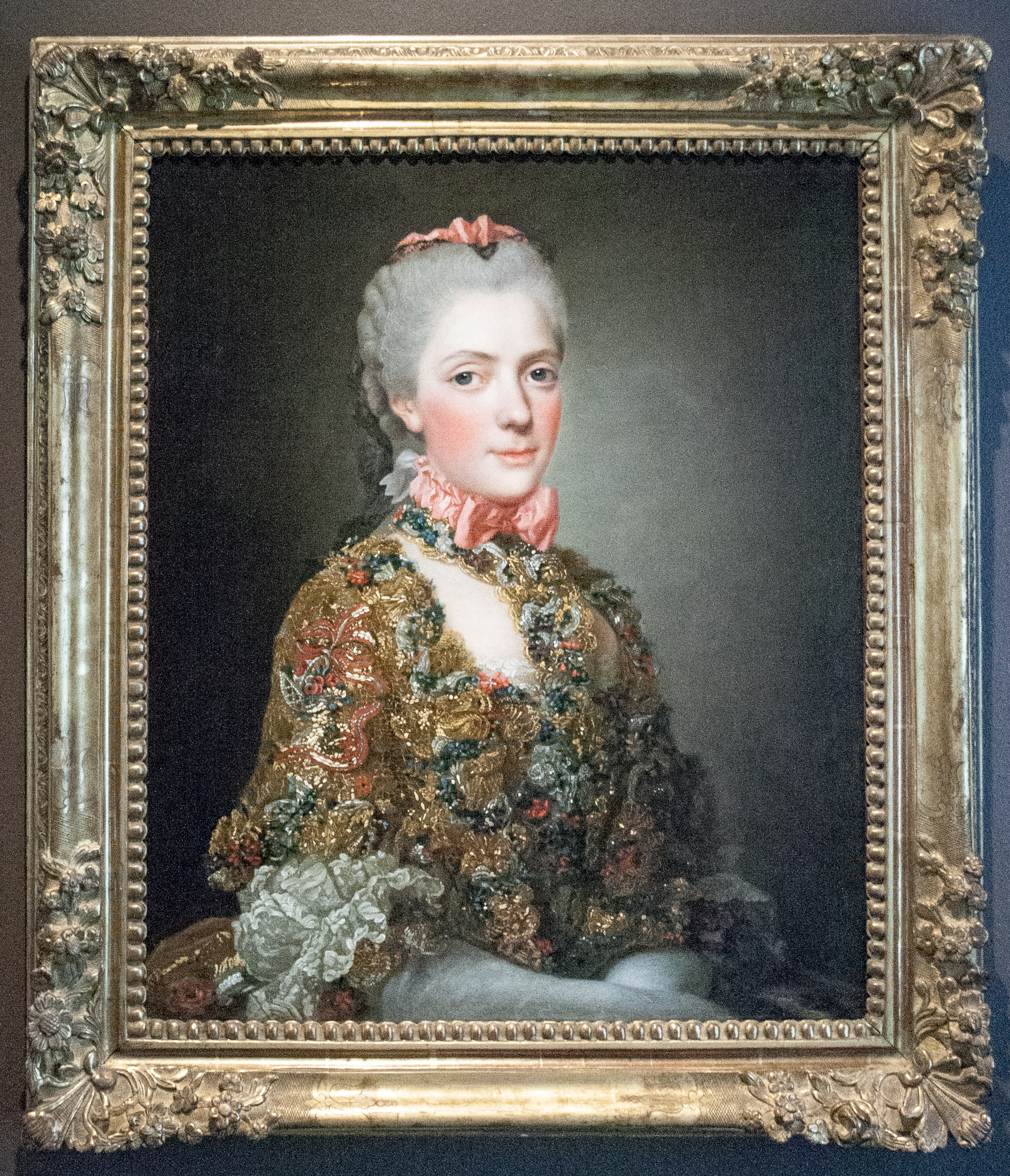
Принцесса Мария Аделаида Французская, дочь Людовика XV. Музей Андерса Цорна, Мура, Швеция.
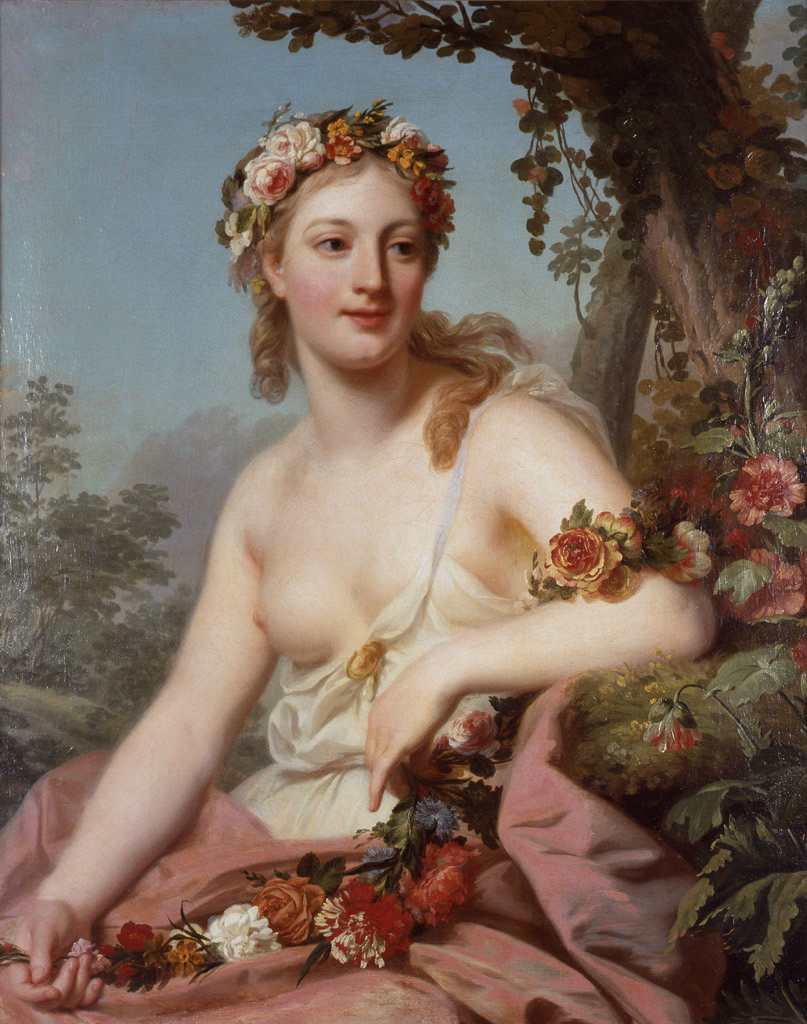
Аллегория Флоры. Музей изящных искусств Бордо.